# Margattea spinifera
Margattea spinifera es una especie de cucaracha del género Margattea, familia Ectobiidae. Fue descrita científicamente por Bey-Bienko en 1958.
Habita en China y Birmania.